# Brdce nad Dobrno
Brdce nad Dobrno je naselje u slovenskoj Općini Dobrni. Brdce nad Dobrno se nalazi u pokrajini Štajerskoj i statističkoj regiji Savinjskoj. 

## Stanovništvo
Prema popisu stanovništva iz 2002. godine naselje je imalo 94 stanovnika.